# Soter caudata
Soter caudata är en stekelart som först beskrevs av Szepligeti 1913.  Soter caudata ingår i släktet Soter och familjen bracksteklar. Inga underarter finns listade i Catalogue of Life.